# Karen Wynn Fonstad

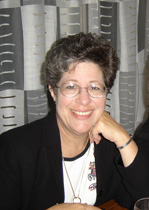
Karen Wynn Fonstad (2004)

Karen Lea Wynn Fonstad (* 18. April 1945 in Oklahoma City, Oklahoma; † 11. März 2005 in Oshkosh, Wisconsin) war eine US-amerikanische Schriftstellerin und Kartografin. Bekanntheit erlangte sie durch die Veröffentlichung von mehreren Atlanten über fiktionale Welten, wie beispielsweise den „Historischen Atlas von Mittelerde“, Schauplatz einer epischen Fantasygeschichte des englischen Autors J. R. R. Tolkien.

## Biografie
Karen Wynn Fonstad war die Tochter von Estis und James Wynn, die neben ihr zwei weitere Töchter und zwei Söhne auf die Welt brachten. Am 21. März 1970 heiratete sie Todd A. Fonstad aus Oshkosh, den sie während ihrer Studienzeit kennengelernt hatte und mit dem sie die Kinder Mark und Kristina (heute heißt sie Kristina Stingle) bekam.
Ihren Schulabschluss erreichte sie an der Norman-High-School in Norman, Oklahoma. Es folgten ein Abschluss als Bachelor of Science in Physiotherapie und ein Magister in Geographie. An der University of Oklahoma spezialisierte sie sich schließlich auf das Fachgebiet Kartografie.
Wynn Fonstad arbeitete als freiberufliche Kartografin und Dozentin an der University of Wisconsin in Oshkosh. In dieser Gemeinde engagierte sie sich 24 Jahre sowohl politisch (im Gemeinderat und Bürgerkomitees), als auch kulturell (Opera House Board of Directors). Seit 1974 war sie aktives Mitglied der Algoma Boulevard United Methodisten Kirche.
Fonstad starb am 11. März 2005 an den Folgen von Brustkrebs.

## Bibliografie
- The Atlas of Middle-earth (1981); dt. Historischer Atlas von Mittelerde (1985)

Mittelerde, basierend auf Der Hobbit, Der Herr der Ringe, Das Silmarillion und Nachrichten aus Mittelerde von J. R. R. Tolkien
- The Atlas of Pern (1984)

Pern, basierend auf den ersten sieben Romanen der Reihe Drachenreiter von Pern von Anne McCaffrey
- The Atlas of the Land (1985)

The Land, basierend auf The Chronicles of Thomas Covenant von Stephen R. Donaldson
- Atlas of the Dragonlance World (1987)

Krynn, basierend auf den Drachenlanze-Romanen von Tracy Hickman und Margaret Weis
- The Forgotten Realms Atlas (1990)

Die Vergessenen Reiche, veröffentlicht von TSR, Inc.
- The Atlas of Middle-earth (Revised Edition) (1992); dt. Historischer Atlas von Mittelerde (Vollst. überarb. Ausg.) (1994)

Mit Ergänzungen aus den ersten acht Bänden von The History of Middle-earth